# HD 176304
HD 176304，又名BD+09 3951，SAO 104313、HR 7173，是一颗恒星，视星等为6.75，位于銀經42.85，銀緯2.88，其B1900.0坐标为赤經18h 54m 32.9s，赤緯+10° 2.88′ 15″。